# Herbert Adams
Herbert Adams (16. dubna 1874, Londýn – 24. února 1958, Londýn) byl anglický autor kriminálních románů.

## Život
Po prvních literárních neúspěších se stal makléřem. Později si založil vlastní realitní kancelář. V padesáti letech se znovu snažil prorazit s románem The Secret of the Bogey House a měl úspěch.
Adams napsal kolem 60 detektivek; mnoho pod svým jménem, některé pod pseudonymem Jonathan Gray. Jako milovník golfu často zasazoval děj na golfová hřiště. Jeho hlavní románovou postavou byl detektiv Roger Bennion. Byl často srovnáván s Agathou Christie.

## Dílo
- Mystery and Minette
- Slipery Dick
- The Bluff
- The Judas Kiss
- The Queen's Gate Mystery
- The Sleeping Draught
- Caroline Ormesby's Crime
- Word of six letters
- The Damned Spot
- The Paulton Plot